# Волков, Владилен Владимирович
Владилен Владимирович Волков (род. 7 июля 1939, Иркутск, РСФСР, СССР) — российский государственный и политический деятель. Глава Республики Алтай с 30 января 1997 по 13 января 1998 ( Глава республики как Председатель Государственного собрания — Эл Курултай Республики Алтай с 30 января по 30 августа 1997).

## Биография
В 1957 году окончил среднюю школу № 6 г. Горно-Алтайска.
В 1960 году окончил Барнаульский строительный техникум по специальности «техник-технолог». В феврале 1960 — сентябре 1961 г. — рабочий-бетонщик, мастер завода железобетонных изделий в г. Барнауле. По национальности русский.
В 1961—1964 годах служил в ГСВГ. С ноября 1964 по февраль 1966 года работал мастером, начальником цеха завода железобетонных изделий в Горно-Алтайске. С февраля 1966 по июнь 1973 года работал инструктором, заместителем заведующего отделом обкома КПСС, с июня 1973 по сентябрь 1978 года первым секретарём Горно-Алтайского горкома КПСС.
С сентября 1978 по июль 1981 года обучался в аспирантуре Академии общественных наук при ЦК КПСС, получил звание кандидата исторических наук. С июля 1981 по август 1984 года являлся председателем Горно-Алтайского областного совета профсоюзов, в 1982-1986 годах — членом ревизионной комиссии ВЦСПС. С 1984 по 1990 года являлся секретарём, вторым секретарём, первым секретарём Горно-Алтайского обкома КПСС. С октября 1986 по июль 1988 года — главный советник, председатель совета обороны пяти провинций с центром в Герате (Демократическая Республика Афганистан). С мая 1991 по февраль 1994 года был председателем республиканского Союза ветеранов Афганистана.
В 1993 году избран депутатом Государственного Собрания Республики Алтай. С февраля 1994 по январь 1997 года — первый заместитель председателя Госсобрания Республики Алтай. С января 1997 г. избран председателем Государственного собрания Главой Республики Алтай. С февраля 1997 года — член Совета Федерации, председатель подкомитета по науке, культуре, образованию, здравоохранению и экологии. C января 1997 по февраль 1998 Глава Республики Алтай. С августа 1997 по февраль 1998 Председатель правительства Республики Алтай.
С 2006 по 2016 руководитель аппарата Общественной палаты Алтайского края.

## Награждён
орденами «Трудового Красного Знамени», 
- Орден «Тан Чолмон»
- «Знак почёта», медалями. Почётный гражданин Республики Алтай.